# Tagore-Gymnasium (Berlin)
Das Tagore-Gymnasium (bis 2013: Tagore-Schule) ist ein sprachlich-künstlerisch betontes öffentliches Gymnasium im Berliner Bezirk Marzahn-Hellersdorf. Namenspate ist der bengalische Dichter, Philosoph und Maler Rabindranath Tagore. 2006 wurde dem Gymnasium der Name Tagore-Schule verliehen. Die Schule entstand im Zuge der Marzahner Schulschließungen aus der Zusammenlegung folgender Schulen: Oberschule an der Weide, Einstein-Oberschule, Karl-Schiller-Oberschule, Walter-Felsenstein-Oberschule und Mahatma-Gandhi-Oberschule.

## Die Gebäude
Die beiden Schulgebäude und eine der beiden Sporthallen wurden von 2003 bis 2009 modernisiert. Der ehemals betonierte Schulhof wurde in den Jahren 2009–2011 mit Wasserspielen, Amphitheater und einem Garten im indischen Stil mit mosaikverzierten Sitzbänken umgestaltet. Die Gebäude sind jeweils rund 120 Meter lang.
Aufgrund der großen Schüleranzahl wird seit dem Schuljahr 2010/2011 die Kiezsporthalle (ehemals: Turnhalle der Döblinschule) zusätzlich genutzt.

## Außerunterrichtliches

### Patenschaften mit Indien
Seit der Gründung der Tagore-Schule übernehmen Klassen die Patenschaft über ein indisches Kind aus Chaibasa. Im Jahr 2011/2012 haben mehrere Klassen ein Patenkind. Die Patenkinder werden finanziell unterstützt und es bestehen Brieffreundschaften.

### Partnerschulen
Im Jahr 2002 schlossen die Lutheran-High-School in Chaibasa und die Mahatma-Gandhi-Schule eine Partnerschaft. Mehrmals besuchten sich Lehrer und Schüler gegenseitig. Da die Mahatma-Gandhi-Schule im Sommer 2007 geschlossen wurde, übernahm das Tagore-Gymnasium diese Schulpartnerschaft und führt sie seitdem fort.

### Arbeitsgemeinschaften
Am Tagore-Gymnasium werden derzeit 20 Arbeitsgemeinschaften angeboten. Unter anderem gibt es eine Homepage-AG, eine Multimedia-AG, die auch den Schulfilm produziert, sowie die Robo-AG, die an den Robocup-Turnieren teilnimmt.

### Malerarbeiten an der Karl-Friedrich-Friesen Grundschule
Die künstlerische Ausrichtung der Schule spiegelte sich auch in der ehrenamtlichen Arbeit wider. So haben zwölf Schülerinnen und Schüler Wandbereiche im Foyer der Karl-Friedrich-Friesen Grundschule gestaltet. Zwischen der Karl-Friedrich-Friesen Schule und dem Tagore-Gymnasium besteht ein Kooperationsvertrag.

## Förderverein
Das Tagore-Gymnasium wird durch einen Förderverein unterstützt, der Aktivitäten und Investitionen trotz der schwierigen finanziellen Situation im Land Berlin ermöglicht.